# Socha lva
Socha lva v Krásné Lípě v okrese Děčín v Ústeckém kraji, je pomník obětem prusko-rakouské války, v minulosti doplněný též pamětní deskou připomínající oběti první světové války. Nachází se v parku u místního hřbitova. Kovové pamětní desky a výzdoba, které bývaly na soklu pomníku, byly rovněž doplněny. Pomník je zapsán jako nemovitá kulturní památka.

## Historie
Dne 27. září 1908 zorganizoval místní německý Spolek vojenských veteránů (Militär-Veteranen-Verein) slavnostní odhalení nového památníku na památku padlých bitvě u Solferina a ve válce v roce 1866. Spolek tak současně oslavil 50 let od svého založení a 60 vlády Františka Josefa I.

## Popis
Socha, jejímž autorem je drážďanský sochař Klement Grundig, byla odlita drážďanskou firmou Albert Bierling. Představuje lva, který má pod ochraňující pravou tlapou štít s reliéfem rakouského dvouhlavého orla; na žulovém podstavci byly původně umístěny bronzové desky se jmény padlých v prusko-rakouské válce.
Rada města Krásná Lípa schválila v roce 2020 výrobu medailonu a pamětních desek, které byly osazeny na opravovanou sochu.

## Galerie

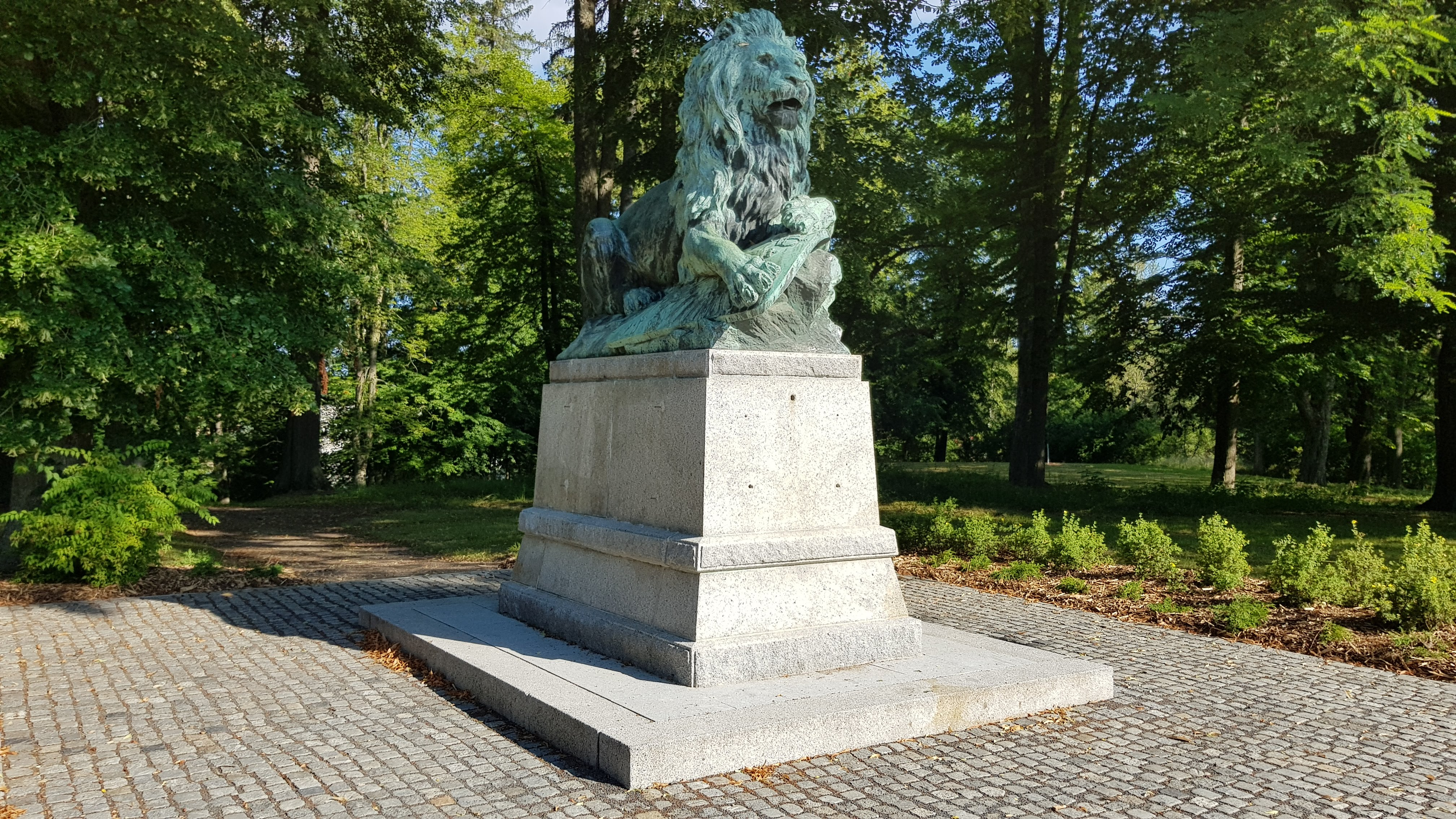
Socha lva (pohled zleva)
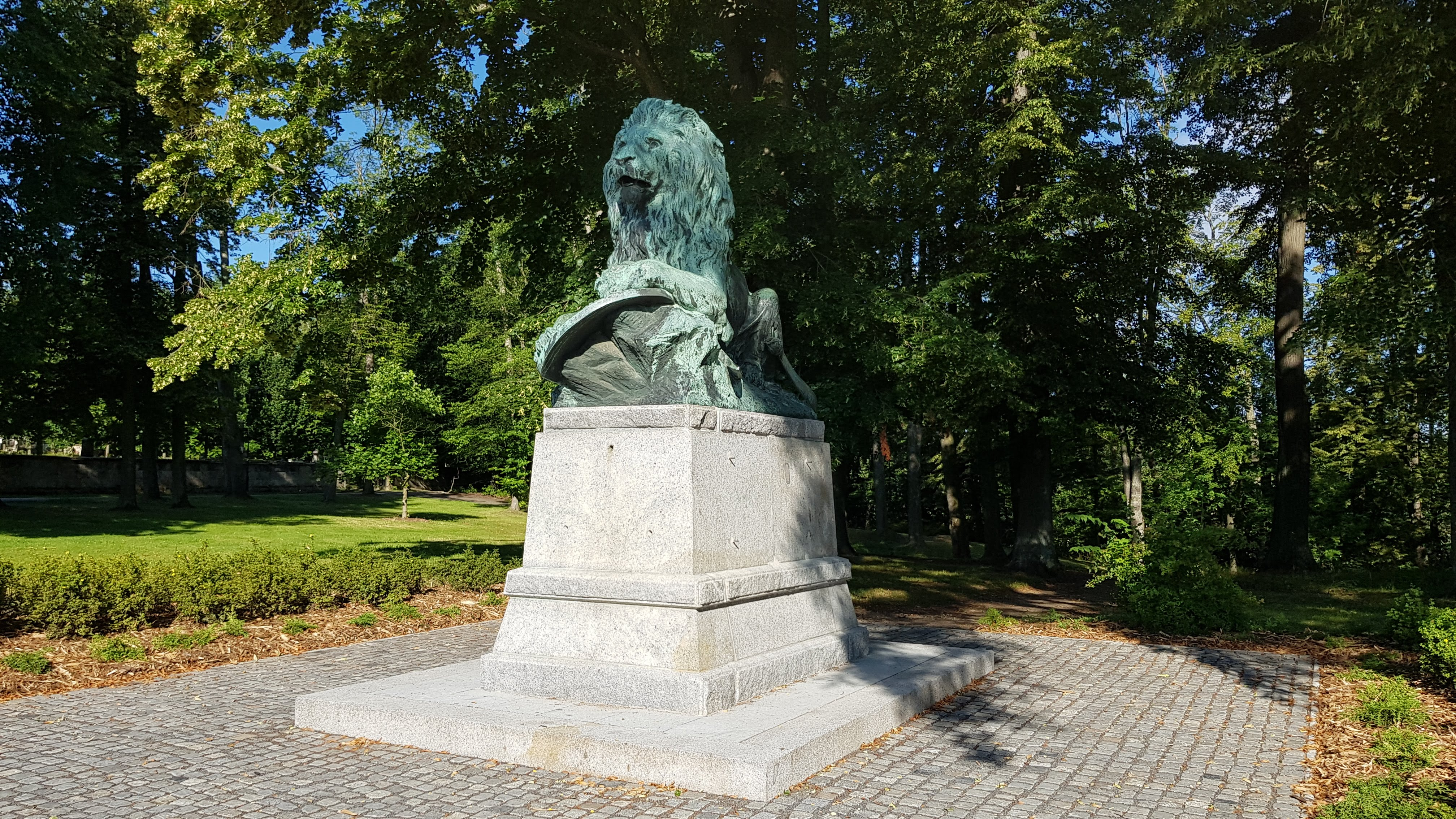
Socha lva (pohled zprava)
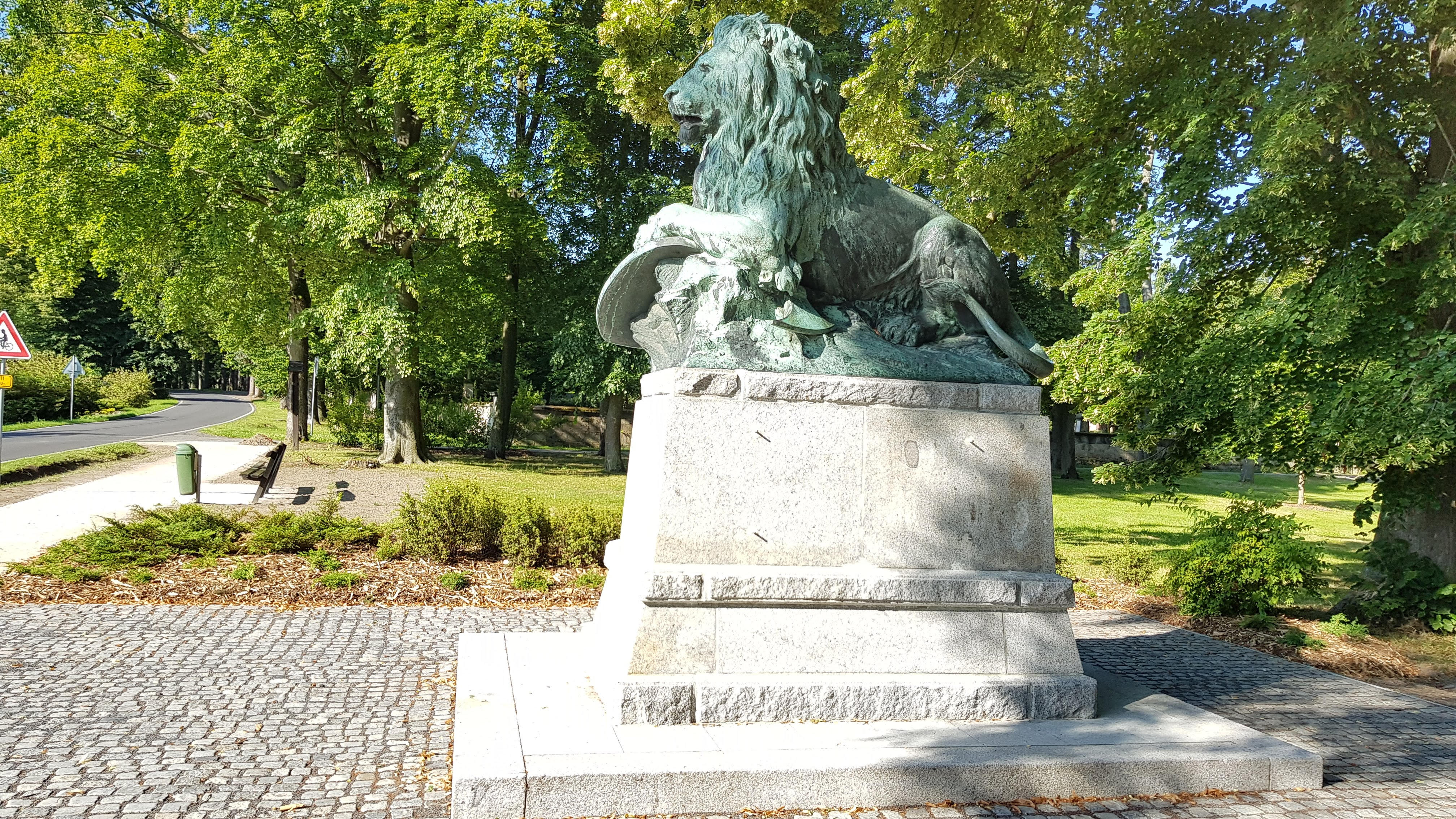
Socha lva (levý bok)
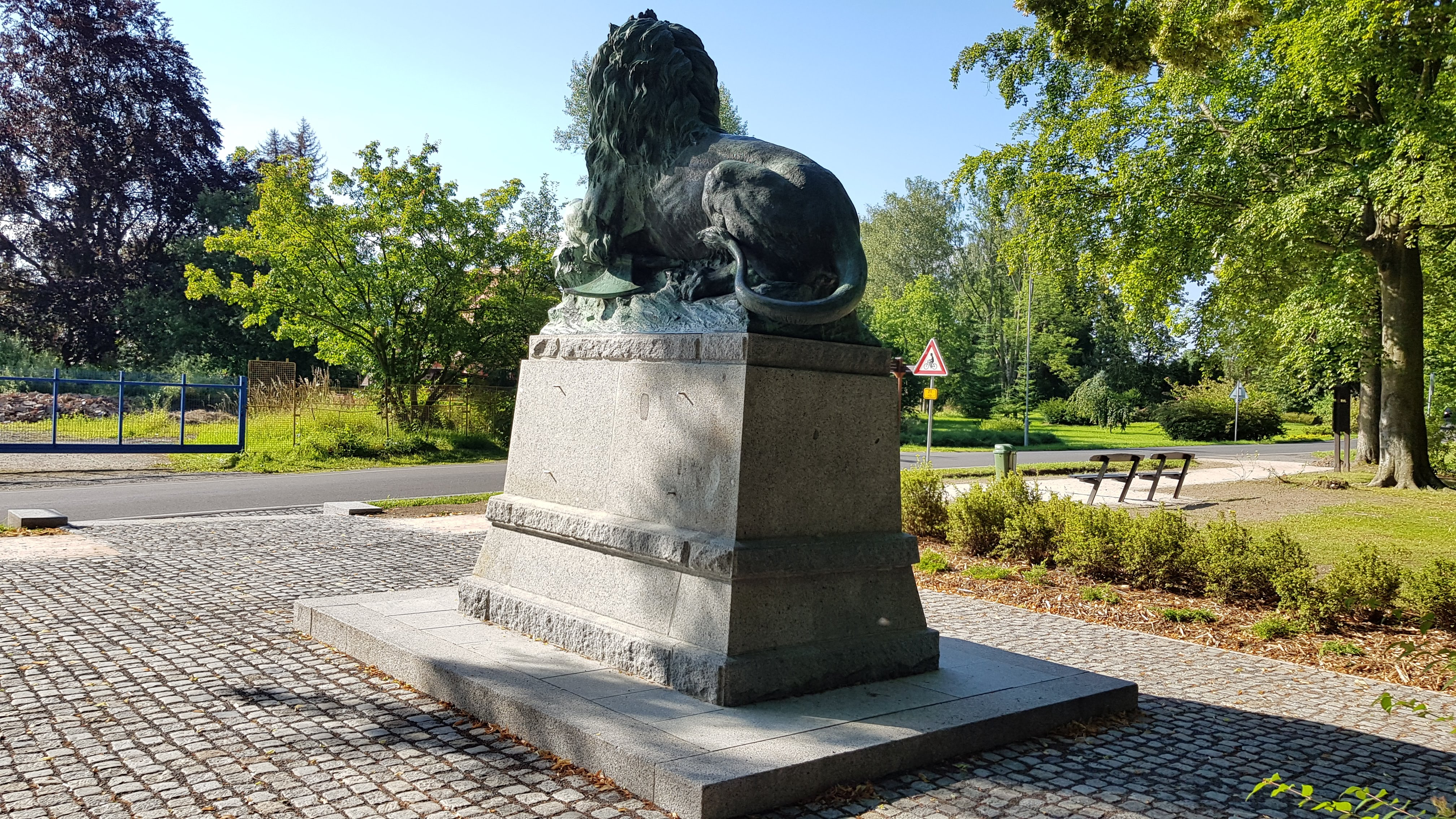
Socha lva (pohled zezadu)
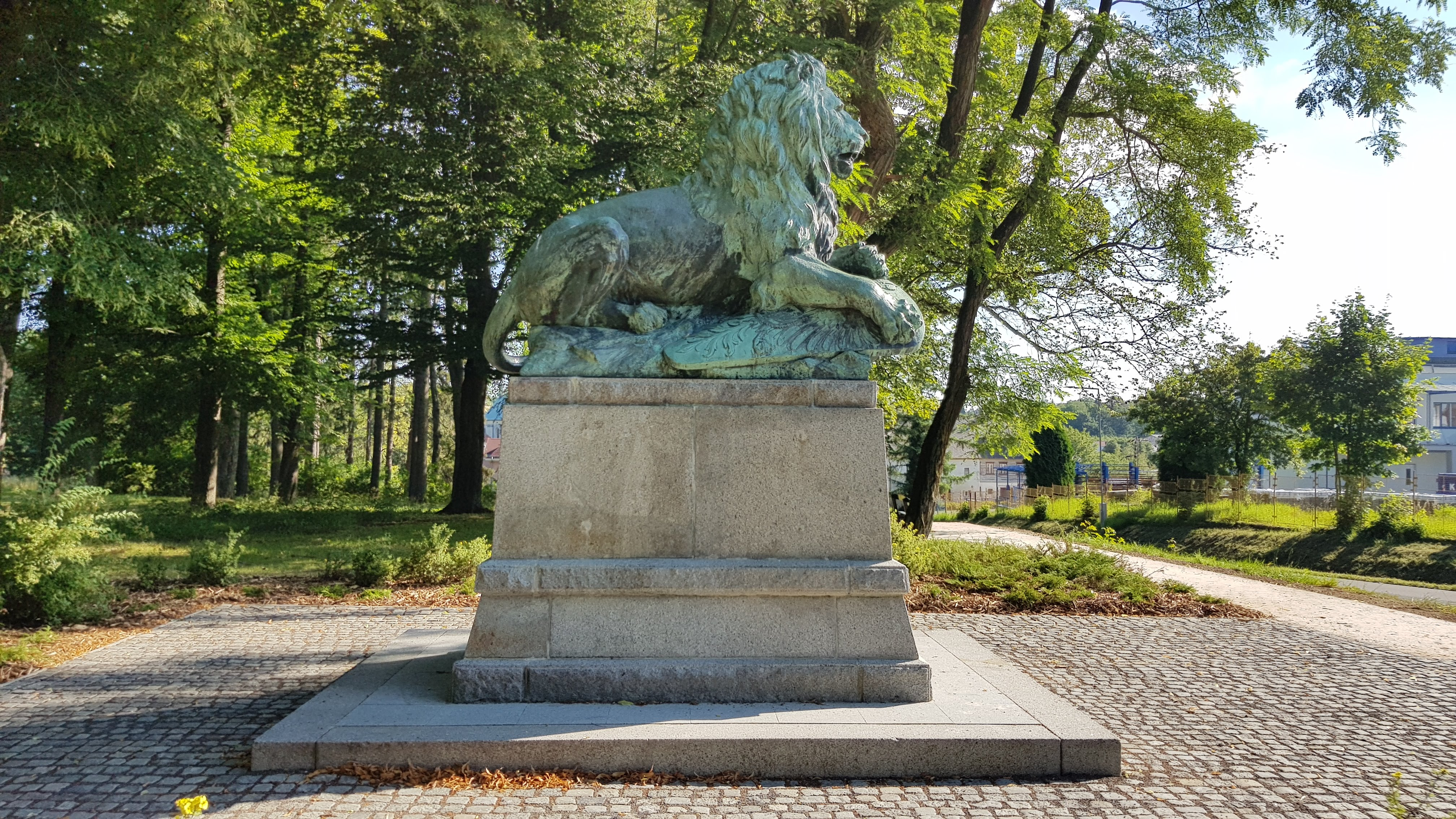
Socha lva (pravý bok)